# 2nd Skin
«2nd Skin» — двенадцатый студийный альбом The Bates, выпущенный в 2000 году на лейбле Virgin Records.

## История
«2nd Skin» был записан с февраля по апрель 2000 года, продюсером стал Мартин Вагниц (нем. Martin Wagnitz). Выход альбома состоялся 5 июня 2000 года. Песня «Japanese Girl» была также выпущена в виде сингла ограниченным числом экземпляров.
Все композиции являются кавер-версиями песен. В основном записаны песни классических рок- и поп-исполнителей, выпущенные до 1980 года. Исключением является хит группы Eiffel 65 «Blue». По словам музыкантов группы, идея альбома заключалась в том, чтобы возобновить интерес слушателей к популярным ранее песням.
В мае 2000 года начался тур в поддержку альбома, а закончился 26 августа с фиаско из-за отмены концерта. Через две недели перерыва они сыграли осенний тур «2nd Skin». Он начался в 12 сентября в Наттайм и закончился их последним концертом 7 октября в Нойнбурге, Бавария. После этого концерта группа перестала существовать. Рождественский тур был отменён, и в мае 2001 года группа официально распалась.

## Список композиций
Авторы оригиналов указаны в скобках.
1. Up The Down Escalator (3:47) (Chameleons)
2. Out of Time (2:26) (The Rolling Stones)
3. Japanese Girl (3:11) (Aneka)
4. Ferry 'cross the Mersey (2:01) (Gary and the Pacemakers)
5. Children Of The Revolution (2:22) (T.Rex)
6. Wailing Wall (2:39) (The Cure)
7. 48 Crash (2:48) (Suzi Quattro)
8. Sorry Suzanne (3:00) (The Hollies)
9. Blue (1:24) (Eiffel 65)
10. To Know Her Is To Love Her (2:26) (Teddy Bears)
11. Glass Of Champagne (2:28) (Sailor)
12. Nights In White Satin (3:30) (Moody Blues)
13. Big Spender (1:55) (Shirley Bassey)
14. Up Around The Bend (2:27) (Creedence Clearwater Revival)
15. Helter Skelter (3:23) (The Beatles)